# Max și Ruby
Max și Ruby este un serial de animație canadian bazat pe seria de cărți cu același nume de Rosemary Wells și produs de Nelvana Limited. Serialul urmărește doi frați tineri iepurași în anii 1940 și 1950.
În 1988 și 1991, cărțile au fost adaptate în scurtmetraje. Aceste scurtmetraje au fost refăcute în episoade pentru serial.
Max și Ruby a fost prima oară difuzat în Canada pe Treehouse TV pe 3 mai 2002. În Statele Unite, serialul a fost difuzat prima oară pe Nickelodeon pe blocul Nick Jr. pe 21 octombrie 2002. 130 de episoade de jumătate de oră au fost produse. Ultimul episod a fost difuzat pe 9 aprilie 2020.
În România, a fost difuzat pe KidsCo, până în 2014, iar apoi pe Nick Jr.